# Journal of Atmospheric and Oceanic Technology
Le Journal of Atmospheric and Oceanic Technology est une publication scientifique de l'American Meteorological Society. La revue comprend des articles décrivant l'instrumentation et la méthodologie utilisées dans la recherche atmosphérique et océanique, y compris les techniques de calcul, les méthodes d'acquisition, de traitement et d'interprétation des données, ainsi que les systèmes d'information et les algorithmes.